# UNYOM Medaille
De UNYOM Medaille is een onderscheiding van de Verenigde Naties.
UNYOM is de afkorting voor de "United Nations Yemen Observation Mission", vredesoperaties in Jemen in 1964. 
Zoals gebruikelijk stichtte de secretaris-generaal van de Verenigde Naties een van de Medailles voor Vredesmissies van de Verenigde Naties voor de deelnemers. Deze bronzen medaille wordt aan militairen en politieagenten verleend. Nederlandse deelnemers kwamen in aanmerking voor de Herinneringsmedaille VN-Vredesoperaties.
Het lint heeft een bies in de kleur van de vlag van de Verenigde Naties en grijze en bruine banen.